# 玉山假沙梨
玉山假沙梨（学名：Photinia niitakayamensis Hayata）为蔷薇科石楠属下的一個台灣特有種，又名夏皮楠、柳葉紅果樹、台灣假沙梨，英文名稱為Taiwan Stranvaesia 。

## 命名
學名發表文獻為Hayata在1911年出版的《Materials for a flora of Formosa》，Stranvaesia niitakayamensis (Hayata) Hayata, 1919為玉山假沙梨的同物異名，其中種名「niitakayamensis 」是由日文「新高山(niitakayama)」衍生而來，即玉山。另外柳葉紅果樹當中的「紅果」命名來源於其成熟時滿樹的鮮紅果實。

## 特徵
玉山假沙梨是常綠中小喬木，在劉和義、楊遠波、施炳霖、呂勝由等人所撰寫的《台灣維管束植物簡誌》中形容玉山假沙梨有以下形態特徵：葉革質，常聚生於枝端，長橢圓至披針形，先端銳尖或漸尖，基部鈍，兩面光滑。花柱5裂，子房5室。果紅熟。
玉山假沙梨的樹高可達 9 公尺，徑 20~30 公分，樹皮粗糙，具多數分枝，枝幹常柔軟下垂，呈波浪狀緣的葉子為單葉互生，長橢圓至披針形，長 5~10 公分，寬 2~3 公分，先端銳尖或漸尖，基部鈍，兩面光滑，全緣或略呈波狀緣，紙質或厚膜質，光滑，中肋不顯著而略於表面凹下，背面隆起，側脈每邊 6~9 條；葉柄長 0.6~1 公分，光滑無毛，常叢生於枝端，感覺濃密茂盛，秋冬之際老葉會分批變紅，每年的6-8月開出可愛的小白花，小花形成頂生的圓錐花序，開放時徑 1~1.5 公分，花序長 6~12 公分，光滑無毛；小花梗長 1~1.5 公分；苞片早落；花萼筒極小，鐘形，徑 0.2~0.3 公分，先端有三角形裂片 5 枚，長 0.15~0.2 公分，先端銳尖，開花後殘存於果實上；圓形花瓣 5 枚，徑 0.5~0.7 公分，先端圓；雄蕊 20，子房有毛茸， 5 室，半下位，花柱 5 裂；四月底至五月中旬開花，花序由枝端抽出，花密生，是臺灣高山鐵杉林帶常伴生的植物之一。果實為球形仁果(pome)，徑約 0.5~0.8 公分，內含種子數枚，成熟後轉為紅色，顏甚豔麗，在每年11-12月紅色梨果結實日期時紅葉同時出現，團狀密集的果實經久不落，是野鳥喜愛的食物，配以亮麗的葉叢，是台灣中至高海拔山區秋冬時主要的賞紅葉、紅果植物，頗具觀賞價值。

## 分布
分布於中央山脈1,500-2,500 m海拔山區，常見於林緣或次生林中。性喜陽光，富含腐植質的森林邊緣或路旁的土壤，於道路兩側或開闊之草生地可見之，為火燒適存樹種之一。另外越南、中國也有其分布蹤跡。

## 用途
1. 可作為秋冬時期觀果植物，累累紅果在紅綠葉配襯下，十分亮眼。
2. 果實多汁略帶甜味，是不可多得的野生食物。

## 扩展阅读
- 維基物種上的相關：玉山假沙梨

## 外部連結
- （页面存档备份，存于）【國立台灣大學植物標本館 (2012)，台灣植物資訊整合查詢系統，http://tai2.ntu.edu.tw。】 （页面存档备份，存于）
- （页面存档备份，存于）Photinia niitakayamensis Hayata, 1911  玉山假沙梨《臺灣生物多樣性資訊網-TaiBIF》。
- （页面存档备份，存于）獵豹財務長郭恭克部落格(JaguarCSIA),玉山假沙梨
- （页面存档备份，存于）認識植物,玉山假沙梨